# ناتالیا زویوا
ناتالیا زویوا (به انگلیسی: Natalia Zuyeva) ژیمناست زادهٔ ۱۰ اکتبر ۱۹۸۸ میلادی اهل کشور روسیه است.